# 郑坚 (1927年)
郑坚（1927年—），原名郑鸿池，台中州彰化郡和美庄七張犁庄（今彰化縣和美鎮）人，祖籍台灣府鳳山縣（高雄市鳳山區），中华人民共和国政治人物，中华全国台湾同胞联谊会原副会长，第六届全国政协委员。

## 家庭
姐姐郑晶莹，弟弟郑鸿溪。